# Edilogo
In mitologia greca, Edilogo (greco antico: Ἡδυλόγος Hēdylógos) era il dio delle dolci parole sussurrate, dell'adulazione, dell'adorazione, delle chiacchiere e delle lusinghe e uno degli dei dell'amore alati chiamati eroti, insieme a Pothos, Eros, Anteros, Imero ed Imene. 
Non è menzionato in nessuna letteratura esistente, ma è raffigurato su antiche pitture vascolari greche. Un esempio di sopravvivenza su una pisside a figure rosse della fine del V secolo a.C. mostra Edilogo insieme al fratello Pothos disegnare il carro di Afrodite.